# Nothoscordum achalense
Nothoscordum achalense är en amaryllisväxtart som beskrevs av Pierfelice Ravenna. Nothoscordum achalense ingår i släktet vaniljlökar, och familjen amaryllisväxter. Inga underarter finns listade i Catalogue of Life.